# Rezerwat Cisowy Skarżysko
Rezerwat Cisowy Skarżysko – leśny rezerwat przyrody na terenie leśnictwa Majdów, Nadleśnictwa Skarżysko, na gruntach miejscowości Ciechostowice w gminie Szydłowiec. Został utworzony w 1953 r. i zajmuje powierzchnię 6,10 ha (akt powołujący podawał 6,00 ha).
Celem ochrony jest zachowanie ze względów naukowych i dydaktycznych naturalnego stanowiska cisa.
W jego pobliżu znajduje się Rezerwat Cisowy Majdów.

## Nazwa rezerwatu
W pierwotnym zarządzeniu z 1953 r. nie została wskazana nazwa rezerwatu, która została uregulowana dopiero w zarządzeniu zmieniającym w 1965 r. jako „Rezerwat Cisowy Skarżysko”, nietypowo z wykorzystaniem w nazwie własnej słowa „rezerwat”. W planach gospodarczych nadleśnictwa Szydłowiec z okresu sprzed 1962 r. rezerwat określany był również nazwą „Rezerwat cisa A”.